# تميز خدمة العملاء
تميز خدمة العملاء، كانت تُعرف (سابقًا باسم «ميثاق مارك») هي توثيق للمنظمات والتحقق المستقل من الإنجاز.

## معلومات تاريخية
يعتبر «ميثاق مارك» الجائزة المبرهنة على تحقيق المعيار الوطني للتميز في خدمة العملاء في مؤسسات القطاع العام في المملكة المتحدة. وظهر هذا المعيار في عام 1991، وتم استبداله في عام 2008 بمعيار تميز خدمة العملاء، الذي صدر مؤخرًا في شكل «ميثاق مارك» في عام 2011. وجدير بالذكر أن «ميثاق مارك» هو إحدى النتائج المترتبة على مبادرة سياسية خاصة ميثاق المواطن، التي قدمها رئيس الوزراء جون ميجور في عام 1991، لتحسين وجه الحكومة.
وفي عام 2005، تم استعراض النظام، وأُوصي باستبدال البرنامج. ووفقًا لذلك، تم إطلاق معيار تميز خدمة العملاء، وبدأ النقل المرحلي. بينما أُغلقت تطبيقات ميثاق مارك رسميًا في 30 يونيو 2008، ومن ثم أصبح تاريخ السريان النهائي حتى 30 يونيو 2011.

## المستفيدون
يشمل مجال مؤسسات القطاع العام إدارات المجالس المحلية، والمنظمات التطوعية التي تحتوي على أكثر من 10٪ من قيمة التمويل العام، والمقاولون من الباطن المختصون بالعقود العامة. وتشمل أيضًا عمال النقل العام والغاز والكهرباء ومرافق المياه. في حين حصل عدد من مشاريع وقوف وركوب الحافلات على ميثاق مارك، وعرض العلامة على الحافلات الخاصة بهم.

## التقييم
يتكون معيار تميز خدمة العملاء من 5 معايير و57 عنصرًا في مجملها. ويتم تنفيذ التقييم من خلال استعراض السطح من مقيم معتمد يليه زيارة للموقع لمدة يوم أو يومين أو ثلاثة أيام (وأحيانًا أكثر من ذلك) بناءً على حجم الإدارة أو المؤسسة التي يتم تقييمها. إضافة إلى عرض الوثائق المادية، وتنفيذ الملاحظات، يتحدث المُقيم مع العملاء والموظفين والشركاء لاستعراض مواقف الشركة وممارسات العمل إلى جانب تفاصيل المبادرات المركزة على عملائهم وأدائهم.

## وصلات خارجية
- الموقع الرسمي